# Guinea Ecuatorial Airlines
Guinea Ecuatorial Airlines (GEASA) es una aerolínea con base en Malabo, Guinea Ecuatorial. Fue fundada y comenzó a operar en 1996 y efectúa vuelos chárter nacionales. Su principal base de operaciones es el Aeropuerto Internacional de Malabo.
La aerolínea se encuentra en la lista de aerolíneas prohibidas por la Unión Europea. 

## Flota
La flota de Guinea Ecuatorial Airlines incluye los siguientes aviones:
| Aeronaves          | En servicio | Pedidos | Pasajeros (clase única)                              | Matrículas                                           | Antigüedad                                           |
| ------------------ | ----------- | ------- | ---------------------------------------------------- | ---------------------------------------------------- | ---------------------------------------------------- |
| LET L-410 Turbolet | 2           | —       | 13                                                   | 3C-LLP                                               | 21 años                                              |
| LET L-410 Turbolet | 2           | —       | 13                                                   | 3C-LLO                                               | 21 años                                              |
| Yakovlev Yak-40    | 2           | —       | 37                                                   | RA-87956                                             | 46 años                                              |
| Yakovlev Yak-40    | 2           | —       | 37                                                   | 3C-VQT                                               | 48 años                                              |
| Total              | 4           | —       | Edad media de la flota (septiembre de 2024): 34 años | Edad media de la flota (septiembre de 2024): 34 años | Edad media de la flota (septiembre de 2024): 34 años |

### Flota histórica
| Aeronaves          | Total | Introducido | Retirado | Matrículas           |
| ------------------ | ----- | ----------- | -------- | -------------------- |
| Antonov An-26      | 1     | 2005        | 2007     | 3C-CMN (rrg. 9Q-CEV) |
| ATR 42             | 1     | 2005        | 2006     | ZS-OSN               |
| Boeing 727-100     | 1     | 2005        | ??       | 3C-LQC               |
| Boeing 737-200     | 1     | 2004        | ??       | 3C-LQA               |
| Boeing 767-300ER   | 1     | 2013        | 2019     | 3C-LLU               |
| Dassault Falcon 50 | 1     | 2006        | ??       | F-GTJF               |